# 고덕무
 고덕무(高德武, ?~?)는 고구려의 마지막 국왕인 보장왕의 후손으로, 당나라에 끌려간 뒤 안동도독부 도독에 임명되어 요동을 통치한 인물이다.

## 생애
고덕무는 660년 또는 662년에 고구려 보장왕의 3번째 아들(혹은 서자)로 태어났다고 한다. 668년 고구려가 멸망하자 당나라 뤄양으로 끌려갔다. 그러나 나당전쟁에서 신라가 당나라를 크게 격파하자, 당나라는 한반도에서의 영향력을 상실하고 웅진도독부를 요동으로 옮기며 당의 지배권을 요동 지방으로 한정하였다. 당의 측천무후는 699년 요동의 안동도호부를 안동도독부(安東都督府)로 격하시킨 뒤, 699년에 고덕무를 안동도독부 도독(安東都督府 都督)에 임명하여 요동지역의 통치권을 위임하였다.

## 소고구려
고덕무가 안동도독부 도독에 임명된 것은 요동 지역에 대한 당나라의 기미통치방식(羈縻統治方式)이었다는 설과, 요동 통치가 어려워진 당나라가 아예 요동 지역에 대한 통치권을 고구려 왕족의 후손인 고덕무에게 넘겨줘 당나라의 괴뢰국인 소고구려가 성립하게 했다는 설이 있다. 소고구려가 당나라의 괴뢰국이었다는 설을 따른다면 고덕무는 소고구려의 건국 시조라고 할 수 있다.

## 가계
- 조부 : 고대양(高大陽)
- 조모 : 미상
- 부친 : 보장왕(寶臧王, ? - 682년, 재위 : 642년 - 668년)
- 모친 : 미상

## 같이 보기
- 보장왕
- 고구려
- 안동도호부